# 吝啬鬼

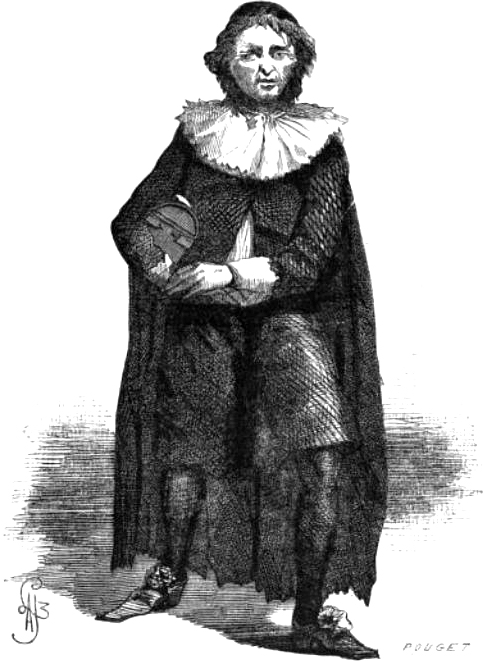
阿巴贡

《吝啬鬼》（法語：L'Avare，英译The Miser吝啬鬼，又译《悭吝人》，是法国剧作家莫里哀的一部喜剧。主角阿巴贡是世界文学名著四大吝啬鬼形象之一（其余三个是夏洛克、葛朗台、普柳希金），莫里哀本人曾出演这一角色。

## 剧情
故事发生在路易十四时期的法国。主人公阿巴贡是个有名的吝啬鬼、守财奴，爱财如命，吝啬成癖，不仅对仆人们苛刻，对自己也十分吝啬，经常饿着肚子上床睡觉，半夜饿得去马槽偷荞麦吃。他自己制作日历，把大斋期的期限延长，为的是多吃点素菜，多省点钱。为了钱财，他逼迫儿子娶有钱的寡妇，让他放弃自己的真爱玛利亚娜，因为他自己想娶这位少女为后妻，还逼迫女儿嫁给有钱的老爷昂赛末。他怕别人算计他的钱，把一万金币埋在花园里。在经历了一系列的闹剧以后，阿巴贡的儿女分别和自己真正的心上人喜结良缘。

## 艺术价值
莫里哀写作这部作品时受了古罗马剧作家普劳图斯的喜剧《一坛黄金》的启发，但比后者更加丰满、生动，人物性格更加鲜明。
《吝啬鬼》的主角阿巴贡与夏洛克（莎士比亚《威尼斯商人》）、老葛朗台（巴尔扎克《欧也妮·葛朗台》）、泼留希金（果戈理《死魂靈》）合称为欧洲文学四大著名吝啬鬼。